# 카르데미르 카라뷔크스포르
카르데미르 카라뷔크스포르(튀르키예어: Kardemir Karabükspor)는 터키 카라뷔크를 연고로 하는 프로 축구 클럽이다. 현재 터키 지역 아마추어 리그에 소속되어 있다.

## 역대 감독
| 감독          | 임기        |
| ------------- | ----------- |
| 미하엘 스키베 | 2012        |
| 이고르 투도르 | 2016 ~ 2017 |